# سونيا (اسم)
سُونِيا اسم علم مؤنث، ذُو أُصُول يونانية قديمة. يُتداول في أماكِن عِدّة من العالم، خُصُوصاً في الغرب، وروسيا، وإيران، وجنوب آسيا. اِسم سُونِيا اِختِصَاراً لِاِسمِ صوفيا، قَبل أَن يستقِلّ الاسم بذاته في القرن الثّالِث عشّر المِيلادِيّ، حَسْب أقْدم وثِيقة موجُودة دُوّن بِها الاسم. من مُشتقّات اِسم سُونِيا: سُونا.

## أصل ومعاني الاسم
- يرجع اسم سونيا ذُو الأصل اليُونانِيّ، وجمِيع الصِّيغِ والإاختِصارَات المذكُوره إلى الاسم صُوفْيَا، والّتِي تعنِي في اللُّغة اليونانية القَديمة الحِكمة / الحَكِيمَة، وتُكتّب (بالروسية:София) بنفسِ المعنَى اليُونانِيّ.
- إما في اللُّغة الهندية (السنسكريتية: सोना) بِمعنّى الذهب.

## في اللُغات الأخرى
اِسم سونيا في اللغات الأخرى:
- التشيكية: Soňa
- الروسية: Соня
- الجورجية: სონია
- السنسكريتية: सोनिया
- التايلندية: ซอนย่า
- الكورية: 소니아
- المقدونية: Соња
- السندية: سوني
- اليونانية: Σονια

## سونيا احمد مصممة جرافيك ولها العديد من التصاميم على المواقع أشهرهم موقع امازون تحت اسم mom Sonya
- سونيا ملكة النرويج
- سونيا غاندي، رئيسة المؤتمر الوطني الهندي
- سونيا سوتومايور، قاضية فيدرالية أمريكية
- سونيا هيني، لاعبة أولمبية لرياضة التزلج الفني على الجليد من النرويج.